# Companyia de Guinea
La companyia de Guinea fou el nom amb què fou coneguda una companyia comercial francesa que va administrar les factories i establiments francesos entre el Cap Blanc i Sierra Leone i el nom efectiu de la que va administrar les possessions al sud d'aquesta (a la costa del modern Benín). Les dues companyies estaven lligades pels seus inversors i per vincles amb la corona.
El 1685 la concessió de la companyia d'Àfrica, massa gran per ser administrada, es va dividir en dues parts, una que administraria la part nord (Senegal i Gambia) i una que administraria la part al sud de Sierra Leone, fins al Cap de Bona Esperança, amb un privilegi comercial per 20 anys. Inicialment la companyia que va administrar les possessions al sud era la de Guinea, creada a petició del rei Lluís XIV, però la companyia d'Àfrica també va funcionar sota el nou nom de Companyia de Guinea.
Chambonneau va seguir al front de l'administració i per absència va exercir la direcció Michel Jajolet de la Courbe; a la tornada de Chambonneau els dos homes es van enfrontar. Chambonneau fou enviat a Gorée amb l'antic director Basset però fou reintegrat el 1686 i llavors la Courbe fou amonestat si bé va poder prosseguir les inspeccions, retornant més tard a França deixant la tasca d'inspecció a un personatge de nom François ajudat de quatre frares cordeliers. Els seus procediments, tants brutals com els de Chambonneau, van posar la colònia en l'anarquia. El 1688 Chambonneau va ser restaurat en el govern i va retornar de Gorée i va tenir plans d'expansió que no es van realitzar perquè al cap d'un any fou substituït per le Courbe. Aquest va agafar alguns dels projectes de Chambonneau i va fundar un establiment (Desert) pel tractament de la goma, a uns 25 llegues al nord-est de Saint Louis; va remuntar el riu Senegal uns 1000 km. Va imposar disciplina als 30 treballadors de la companyia, però les seves mesures no li van sobreviure i quan va acabar el seu govern es va tornar a la deixadesa habitual.
Al esclatar la guerra de la Lliga d'Augsburg el 1692, el governador britànic de Gàmbia, James Booker, va llençar una expedició contra els establiments francesos i l'1 de gener de 1693 va ocupar Saint Louis (amb ajut d'hugonots francesos) i el dia 4 de gener de l'illa de Gorée. Els francesos van poder recuperar les dues posicions el juliol del 1693, però en canvi la resta de les petites possessions o magatzems van ser ocupades pels britànics el 1694 i encara que foren restituïdes per la pau de Ryswick el 1697, van quedar en estat d'abandonament total. El 1694 la companyia va entrar en fallida i el 1695 es va formar una nova companyia, anomenada Companyia Reial del Senegal, coneguda també com a segona companyia del Senegal.